# Ampedus sanguinolentus
Espèce
Statut de conservation UICN

 LC : Préoccupation mineure
Ampedus sanguinolentus est une espèce de taupins du genre Ampedus, proche de l'espèce Ampedus sanguineus, mais dont elle se distingue en ce que ses élytres recouvrant le mésothorax ne sont pas entièrement rouge sang, car ils présentent une tache ovale noire plus ou moins prononcée au milieu. De plus les membres adultes de cette espèce sont plus petits que ceux de l'espèce Ampedus sanguineus, car ils mesurent en moyenne de 9 à 12 millimètres.
Elle a été décrite en 1789 par l'entomologiste allemand Schrank sous le nom d'Elater sanguinolentus, finissant par la distinguer de son espèce voisine.

## Distribution
Cette espèce se rencontre sur les vieux arbres, de la Sibérie, jusqu'en France, en passant par l'Europe du Nord, l'Europe de l'Est et l'Europe centrale. Les adultes se nourrissent des racines de Calluna vulgaris dans le nord de l'Europe, et les larves vivent sous les racines des bouleaux et des pins.